# NGC 6833
NGC 6833 је планетарна маглина у сазвежђу Лабуд која се налази на NGC листи објеката дубоког неба.
Деклинација објекта је + 48° 57' 42" а ректасцензија 19h 49m 46,6s. Привидна величина (магнитуда) објекта NGC 6833 износи 12,1 а фотографска магнитуда 13,8. NGC 6833 је још познат и под ознакама PK 82+11.1, CS=14.8.